# ヘビキノコモドキ
ヘビキノコモドキ（蛇茸擬、学名: Amanita spissacea）はテングタケ科テングタケ属の中型から大型のキノコの1種。日本（北海道から本州）、韓国、中国などの東アジアに分布する。毒キノコの一つ。

## 生態
菌根菌（共生性）。夏から秋にかけて、里山のシイ・カシなどの照葉樹林、クヌギ・コナラ・ミズナラなどの広葉樹林、アカマツ・コナラ林など各種林内の地上に単生あるいは多少群生する。

## 形態
子実体は傘と柄からなるテングタケ型。傘の径は4 - 12.5センチメートル (cm) 。はじめ卵形からまんじゅう形、のちに開いて扁平になり、最終的には多少中央部が窪む。傘表面は褐灰色から暗灰褐色、多少繊維状で、最初は黒褐色のいぼ（外皮膜の名残の平らな破片）が一面に密集から散在してついている。最初は一面に暗褐色から黒褐色。縁に条線はない。傘下面のヒダは白色で密に配列し、縁部は粉状にふちどられ、柄に対して離生からわずかに垂生する。
柄は中実、長さ5 - 15 cm、太さ8 - 15ミリメートル (mm) の円柱状で、表面は黒灰色から灰褐色の繊維状の小鱗片に被われ、ツバより上はだんだら模様がある。柄の模様の程度には変化があり、不明瞭な場合もある。基部は少し膨らみ径2 - 3 cmの塊茎状、黒褐色で粉質から綿質のツボの破片が4 - 7列の環状になって取り巻いている。柄の上方にツバ、根元にツボ有り。ツバは灰白色で、膜質、上面には細かい条線がある。肉は白色、無味無臭。ツバは白色から灰白色で膜質、縁は黒褐色の粉状。ツボは壊れた粉質から綿質で、4 - 7列の環状に残る。
担子胞子は8 - 10.5 × 7 - 8マイクロメートル (μm) の広楕円形、アミロイド性。ヒダの縁細胞は球形で柄があり、18 - 30 × 13 - 20 μm。

## 毒性
毒キノコのひとつで、アマトキシン類や溶血性タンパク質を含む。アマトキシンを含むことから、食後6 - 24時間で嘔吐や下痢などのコレラ様症状が出た後、一旦症状が治まり（偽回復期）、4 - 7日後に内臓細胞が破壊されて死に至る中毒症状が現れると考えられている。中国では、しばしば中毒事例の報告が出ている。

## 類似種
ヘビキノコモドキは、色や形には変化が大きく、いくつかの似た近縁種から成り立つとされる。食菌のキリンタケ（Amanita excelsa、テングタケ科）は本種に類似するが、白色から灰色の柄と外皮膜（ツボ）、柄はほとんど白色、楕円形で大きさ8 - 11 × 5 - 7 μmの担子胞子を持つことで区別できる。日本では、本種ヘビキノコモドキとキリンタケの中間型と思われるものも見られる。食菌のザラツキテングタケ（Amanita aspera、テングタケ科）では、外皮膜は黄色い粉状を呈する。

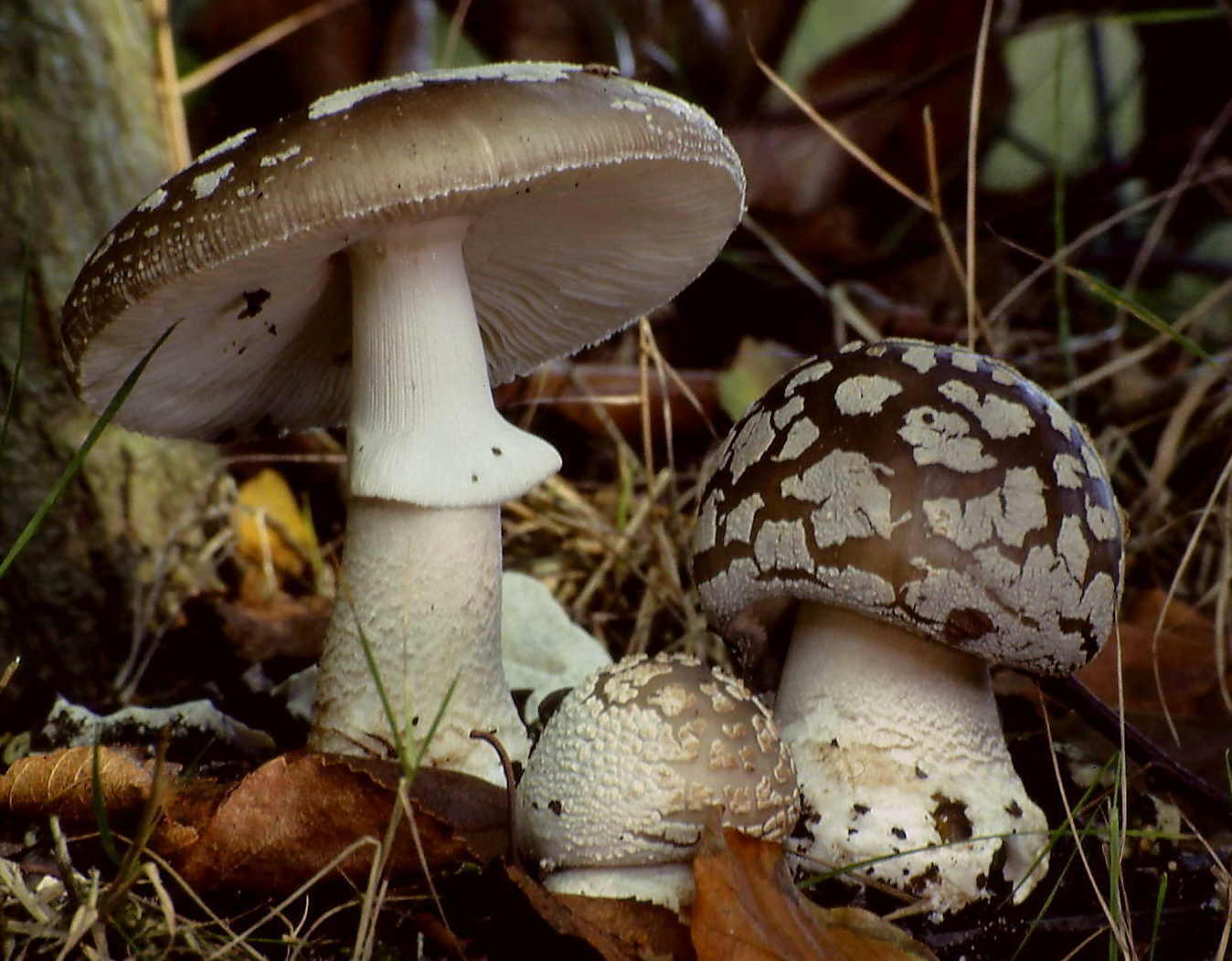
参考：キリンタケ
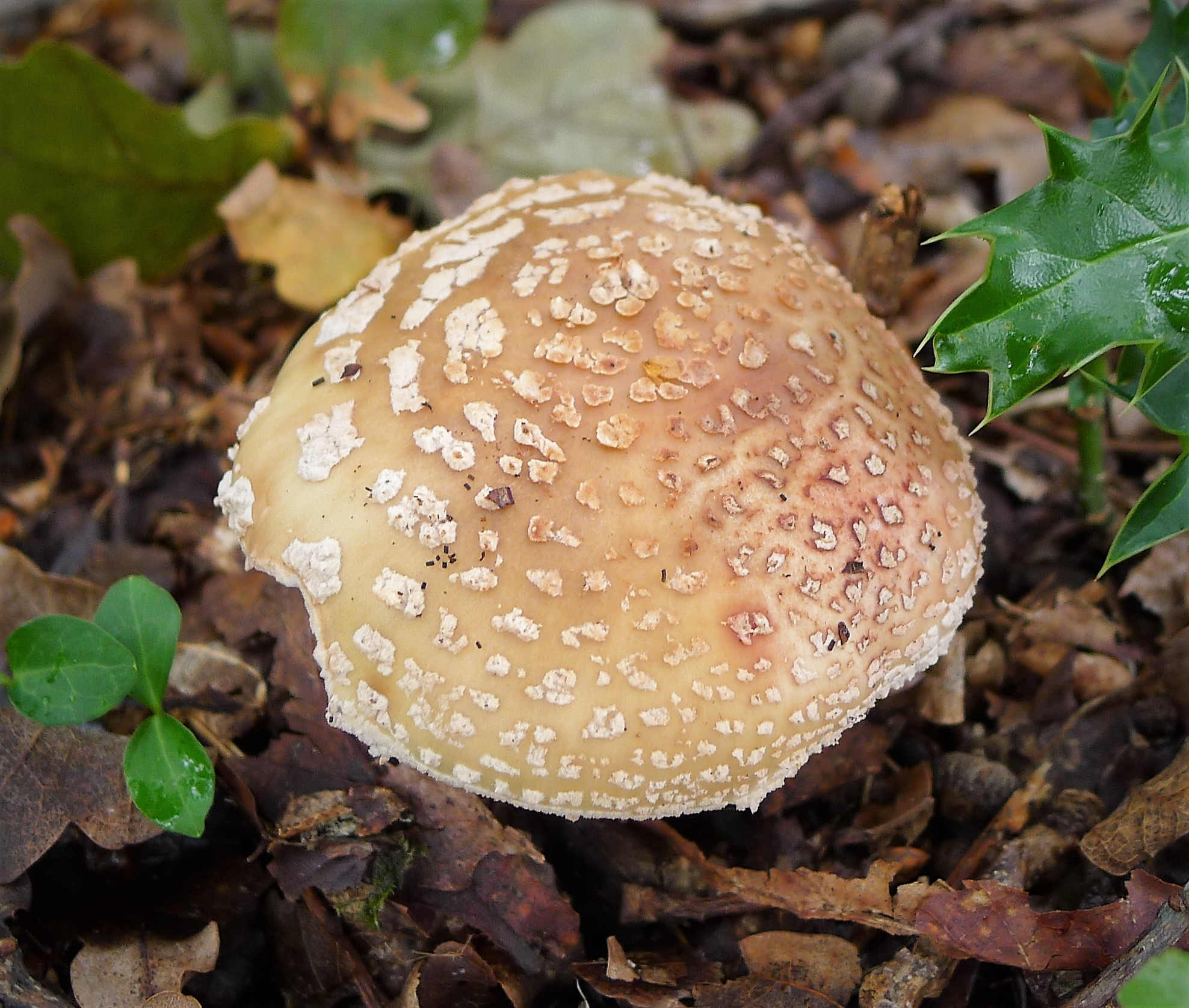
参考：ザラツキテングタケ